# 劉開域
劉開域，宛平人，清朝政治人物。举人出身。
道光十四年（1834年），擔任清朝廣州府南海縣知縣。后由劉師陸接任。道光十七年（1837年），再任南海縣知縣。后由劉師陸接任。